# Paul Gachet
Pour les articles homonymes, voir Gachet.
Paul Ferdinand Gachet, né le 30 juillet 1828 à Lille et mort le 9 janvier 1909 à Auvers-sur-Oise, est un médecin français, peintre, graveur, collectionneur d'art et professeur d'anatomie artistique.
Il est surtout connu comme ayant été en contact avec Vincent van Gogh, qui lui rendit visite à plusieurs reprises dans sa maison d'Auvers-sur-Oise, et au chevet duquel il fut appelé lorsque ce dernier se tira une balle fatale dans la poitrine. Van Gogh le peint d'ailleurs dans le Portrait du docteur Gachet avec branche de digitale. Sous le pseudonyme de Van Ryssel, Paul Gachet exécuta plus de cent gravures et de nombreuses peintures.

## Biographie

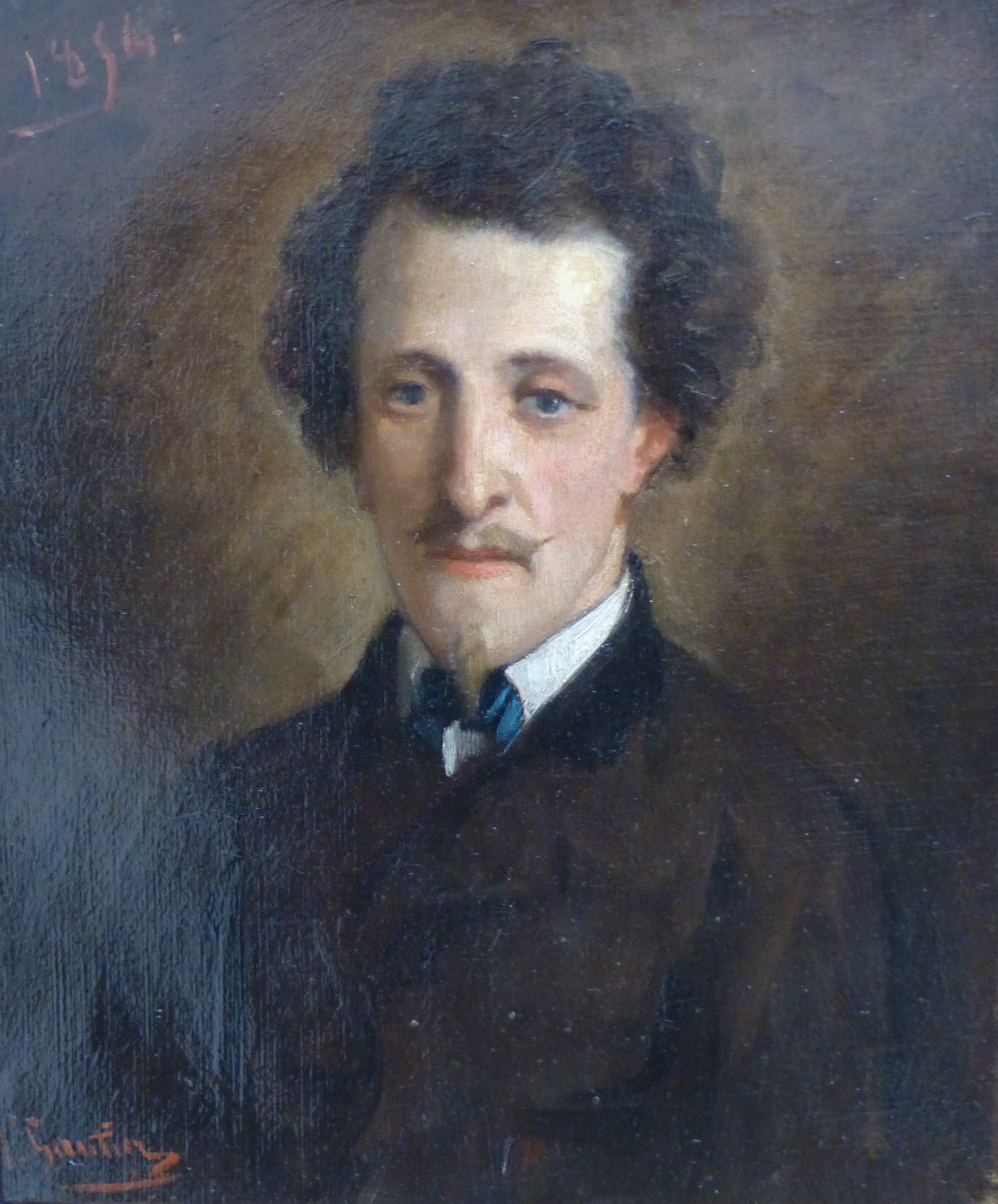
Amand Gautier, Portrait de Paul Ferdinand Gachet (1854). Musée Fabre, Montpellier.

Paul Gachet est né le 30 juillet 1828 à Lille, de Louis Gachet, filateur de lin, 19 rue du Priez, et de Clémentine Cuvillon son épouse,.
En 1848, il commence à étudier la médecine à Paris où il fréquente les cercles bohémiens d'Amand Gautier, Gustave Courbet et de Champfleury. En 1857, il visite Montpellier, où il rencontre le grand collectionneur Alfred Bruyas. C'est probablement par ce dernier qu'il fait la connaissance de Paul Guigou, Adolphe Monticelli et Auguste Cézanne, le père de Paul Cézanne.
Il s'établit à Paris au 9, rue de Montholon. Il pratique la médecine générale, mais commence par se spécialiser dans les maladies nerveuses ; sa thèse à Montpellier en 1858 s'intitule Étude sur la mélancolie. Il est médecin militaire pendant la Commune de Paris en 1871. 
Entre 1865 et 1876, il enseigne l'anatomie artistique à l'école municipale du 10e arrondissement de Paris où il a pour élève Georges Seurat et Edmond Aman-Jean.
Il achète finalement la maison d'Auvers-sur-Oise en 1872 afin que son épouse (née Blanche Castets), malade, « respire du bon air », elle meurt le 25 mai 1875. Médecin, il conserve son cabinet et sa patientèle à Paris, qui compte la mère de Camille Pissarro, ainsi que les enfants du peintre, à Auvers. Il aide Pissarro et sa famille à trouver en 1872, un logement en location dans la ville voisine de Pontoise et à l'été 1872, Pissarro est rejoint à Pontoise par Cézanne, de neuf ans son cadet. Au cours de la décennie qui suit, les deux artistes travaillent fréquemment côte à côte, tant en extérieur que dans l'atelier du Dr Gachet. 
Sa maison est fréquentée ensuite par un grand nombre d'artistes : Charles-François Daubigny, Armand Guillaumin, Camille Corot, et surtout des impressionnistes, comme Paul Cézanne et Camille Pissarro, avec lequel il commence à graver. En 1873-1876, il collabore à Paris à l'eau-forte, revue illustrée fondée par Richard Lesclide. C'est à Auvers, en 1890, que Vincent van Gogh exécute son unique planche gravée, Le Portrait du docteur Gachet.
À la Première exposition des peintres impressionnistes, il prête des Cézanne de sa collection. En 1891, il conseille à Norbert Gœneutte de venir s'installer à Auvers et lui loue une maison, la villa Musette, ayant appartenu au graveur Martinez. La même année, il expose au Salon des indépendants.
Il signait ses œuvres du nom « Van Ryssel », en référence à ses origines flamandes — Ryssel, aujourd'hui orthographié Rijsel en néerlandais, est le nom flamand de Lille, sa ville natale. Son fils, Paul Louis, signait de la même façon les siennes « Louis van Ryssel ».
Le docteur Gachet meurt dans sa maison d'Auvers-sur-Oise, entouré de sa collection de tableaux, le 9 janvier 1909. Il est inhumé à Paris au cimetière du Père-Lachaise (52e division).
Ses enfants Marguerite (1869-1949) et Paul (1873-1962) ont fait d'importants dons aux musées français à la fin des années 1940 et durant les années 1950. Plusieurs toiles de van Gogh issues de la collection de Paul Gachet sont exposées au musée d'Orsay.

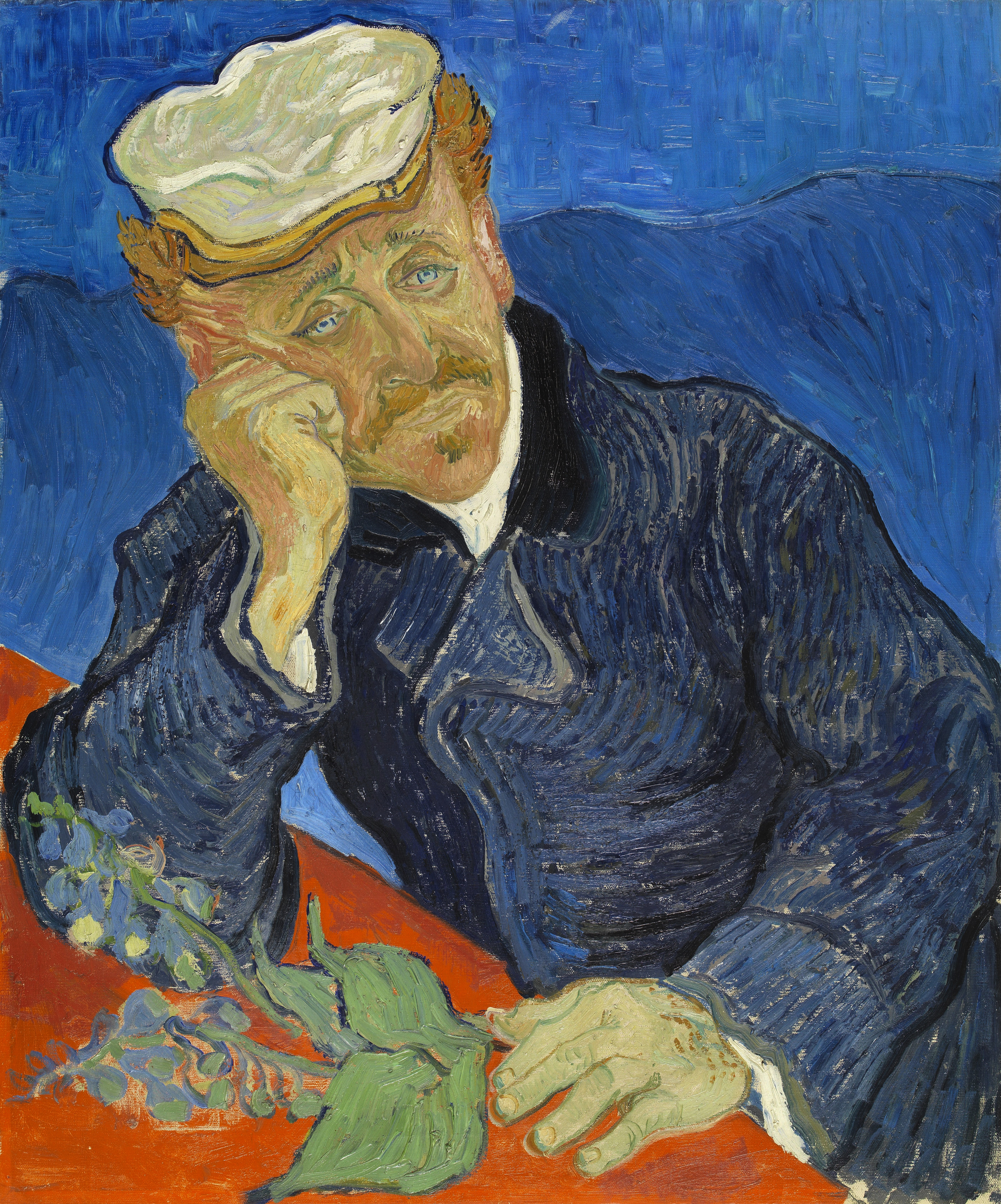
Seconde version du Portrait du docteur Gachet (1890), Paris, musée d'Orsay.

## Sa maison
La maison du docteur Gachet est inscrite avec son jardin à l'inventaire supplémentaire des monuments historiques depuis 1991. Elle a été achetée par le conseil général du Val d'Oise en 1996 et a ouvert ses portes au public en 2003. Elle se situe au 78, rue du Docteur-Gachet, à Auvers-sur-Oise.
D'accès gratuit et ouverte au public d'avril à octobre, elle propose chaque année une ou des expositions temporaires inédites relatives à la gravure, aux liens du docteur Gachet avec les artistes et intellectuels de son temps, et s'attache également à établir des ponts entre le XIXe siècle et l'art contemporain.

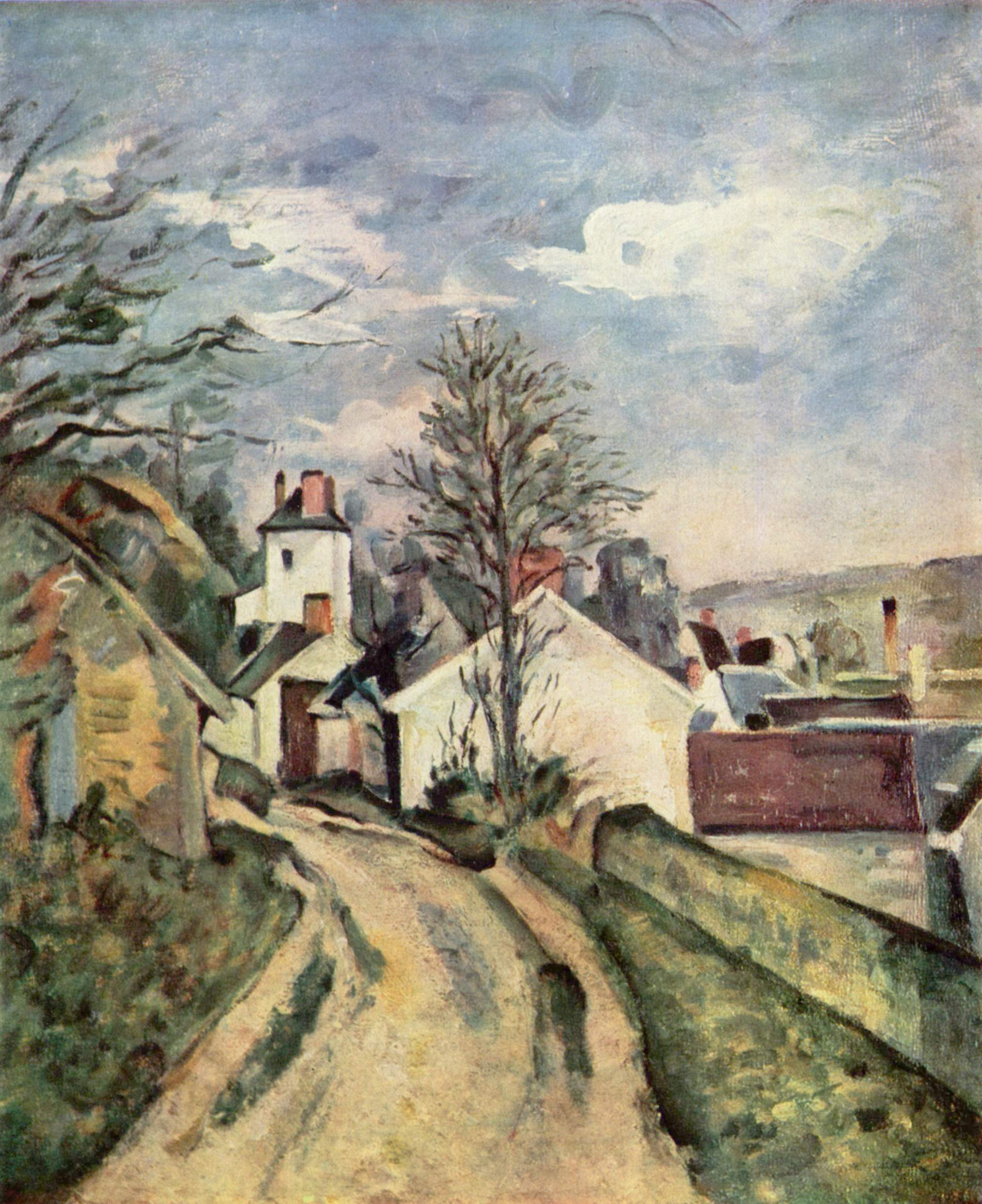
Paul Cézanne, La Maison du docteur Gachet à Auvers (1873), Paris, musée d'Orsay.
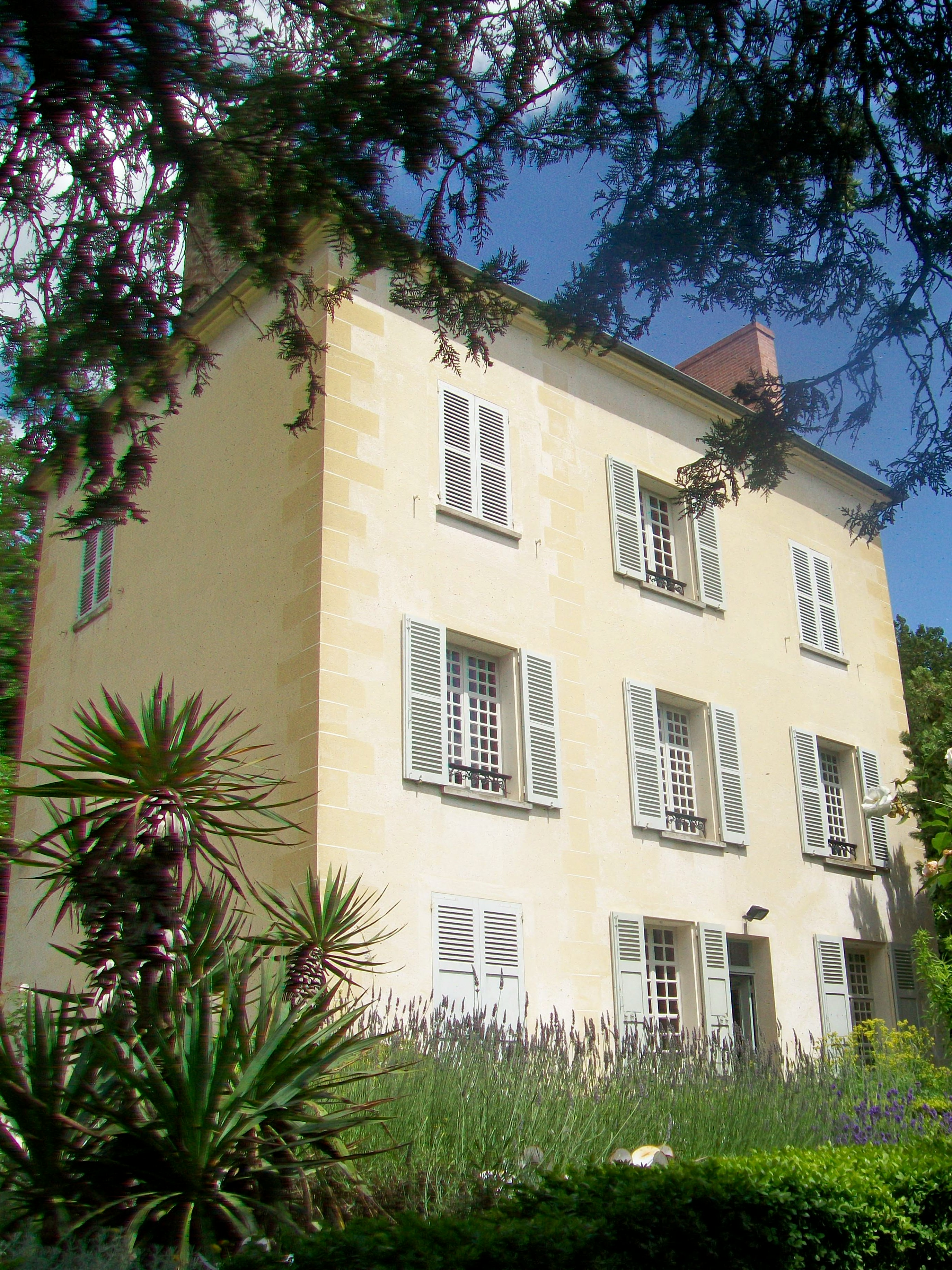
Façade sud de la maison, côté rue, en 2012.

## Cinéma
Le docteur Gachet est un des personnages principaux du film Van Gogh (1991) de Maurice Pialat qui narre la fin de la vie de Vincent Van Gogh à Auvers-sur-Oise, et du film d'animation anglo-polonais La Passion Van Gogh, sorti en 2017, où il est interprété par Jerome Flynn.

## Littérature
Marguerite Gachet, la fille du docteur Gachet, est le personnage principal de La valse des arbres et du ciel de Jean-Michel Guenassia, publié en 2016.

## Peintres patients de Paul Gachet

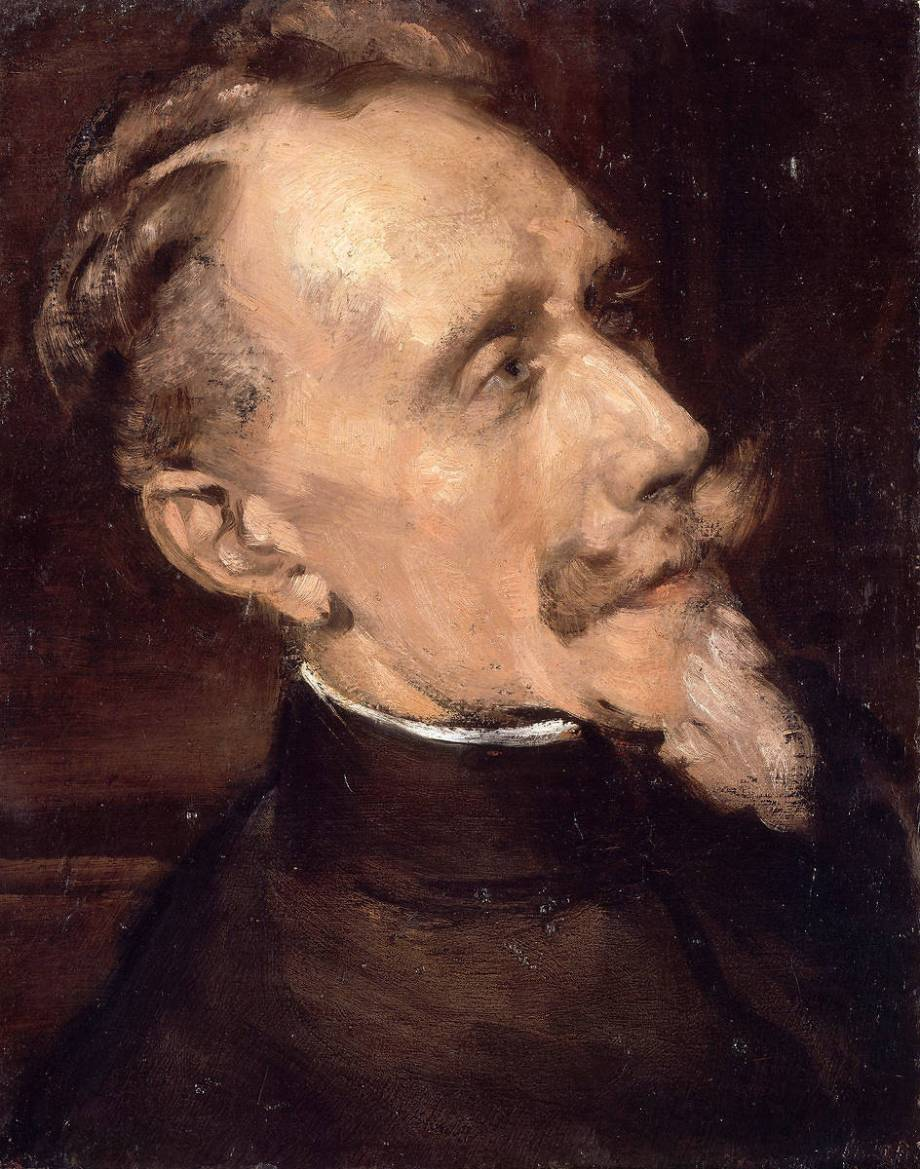
Émile Bernard, Paul Louis Gachet (1926), Paris, musée d'Orsay.

- Paul Cézanne
- Jean-Baptiste Camille Corot
- Charles-François Daubigny
- Honoré Daumier
- Julien Dupré
- Jean Geoffroy
- Armand Guillaumin
- Édouard Manet
- Achille Oudinot
- Camille Pissarro et sa famille
- Auguste Renoir
- Vincent van Gogh

## Ouvrages
- Étude sur la mélancolie, 1864, [lire en ligne]